# Antybiotyki peptydowe
Antybiotyki peptydowe (antybiotyki polipeptydowe) – grupa substancji przeciwdrobnoustrojowych i cytostatycznych o silnie zróżnicowanej budowie i mechanizmach działania. Przykładami tej klasy antybiotyków są m.in. daktynomycyna, bacytracyna, kolistyna czy polimyksyna B.

## Historia
Początki antybiotyków peptydowych sięgają 1939 roku, kiedy to została odkryta tyrotrycyna, składająca się z dwóch substancji – gramicydyny S oraz tyrocydyny, syntetyzowana przez Bacillus brevis. W tym samym czasie Waksman odkrył inny antybiotyk peptydowy- aktynomycynę D, która z kolei syntetyzowana była przez promieniowce. W 1962 roku ze skóry żab Bombina variegata zostaje wyizolowana bombinina, posiadająca również działanie hemolityczne. Początek lat 70. XX w. owocuje w odkrycie dwóch kolejnych substancji- melityny zawartej w jadzie pszczelim oraz ksenopsyny ze skóry afrykańskich żab Xneopus laevis. Lata 80. XX w. przynoszą szereg odkryć nowych peptydów przeciwdrobnoustrojowych. Były to kolejno: cekropiny z tanek ćmy, grupa defensyn z króliczych makrofagów, magaininy, peptyd PGLa, cekropiny P1. Z kolei od 1990 roku trwają badania głównie nad α-, β- i θ-defensynami.
W obecnych czasach peptydy antydrobnoustrojowe nie powstają jedynie w sposób naturalny. W obliczu narastającej oporności bakterii na standardowo używane antybiotyki i chemioterapeutyki, branża farmaceutyczna postawiła na rozwój substancji peptydowych. Syntetyzowane są one obecnie przez genetycznie zmodyfikowane mikroorganizmy, a następnie poddawane dalszym modyfikacjom mającym na celu polepszenie ich skuteczności. Przykładem takich działań może być dodawanie do cząsteczki peptydu odpowiednich aminokwasów.

## Podział
Pod względem sposobu wytwarzania, peptydy antydrobnoustrojowe można podzielić na dwie grupy:
- wytwarzane rybosomalnie
- wytwarzane nierybosomalnie.

Peptydy syntetyzowane rybosomalnie to naturalnie występujące we wszystkich organizmach żywych substancje stanowiące wrodzony system antydrobnoustrojowy, np. bakteriocyny. Z kolei peptydy syntetyzowane nierybosomalnie to związki powstające z udziałem mikroorganizmów.
Ze względu na budowę chemiczną antybiotyki peptydowe można podzielić na:
- peptydy o budowie liniowej
- peptydy o budowie cyklicznej
- depsypeptydy
- glikopeptydy
- lipopeptydy.

Podział ten jest jedynie umowny. Antybiotyki peptydowe składają się zazwyczaj z kilku różnych substancji, co uniemożliwia ich zaklasyfikowanie tylko do jednej podgrupy.

## Mechanizmy działania
Ze względu na zróżnicowaną budowę antybiotyki peptydowe posiadają kilka różnych mechanizmów działania. Wyróżnić tutaj można takie mechanizmy jak:
- hamowanie syntezy ściany komórkowej – zaliczyć tu można glikopeptydy (np. wankomycyna), lipopeptydy i peptydy cykliczne (np. bacytracyna), które zaburzają powstawanie ściany komórkowej na różnych etapach. Glikopeptydy np. wiążą się z D-alanylo-D-alaniną wiązaniami wodorowymi.
- ingerencja w błony komórkowe - np. depolaryzacja ujemnie naładowanej błony komórkowej. W ten sposób działają m.in. lipopeptydy (np. daptomycyna) i depsypeptydy (np. gramicydyna S).
- hamowanie syntezy kwasów nukleinowych – mechanizmy te polegają m.in. na ścisłym wiązaniu z ssDNA lub dsDNA, czy też wiązaniu się z podjednostkami rybosomów. Przykładami substancji o tym działaniu mogą być aktynomycyna D, netropsyna i wiomycyna[4][5].

## Zastosowanie
Podawanie ogólnoustrojowe niektórych antybiotyków peptydowych nie jest możliwe ze względu na ich toksyczność (działania niepożądane), a stosuje się je jedynie miejscowo, np. gramicydynę czy bacytracynę.
Aktynomycyna D ze względu na właściwości cytotoksyczne wykorzystywana jest w chemioterapii,